# Żurawka amerykańska
Żurawka amerykańska (Heuchera americana L.) – gatunek byliny z rodziny skalnicowatych. Występuje we wschodniej części Ameryki Północnej, poza tym roślina uprawiana jako ozdobna.